# پیام استان سمنان
پیام استان سمنان روزنامه پیام استان سمنان، در خرداد سال ۱۳۷۱ توسط مصطفی کواکبیان و جمعی از اهالی فرهنگ و رسانه شهر و استان سمنان پا به عرصه مطبوعات گذاشت.
این نشریه در ابتدا به صورت هفتگی و سپس به صورت دو شماره و بعدها سه شماره در هفته منتشر می‌گردید و اکنون سال‌هاست که به صورت روزانه چاپ و منتشر می‌شود.
اخبار استان و شهرستانها، گزارشهای مردمی و مطالب گوناگون این روزنامه توسط خبرنگاران و نویسندگان متعددی از سطح استان تهیه شده و در حال حاضر با بیش از 30سال سابقه، جزء قدیمی‌ترین نشریات محلی کشور می‌باشد.